# Nicole Hackett
Nicole Hackett (Sydney, 10 dicembre 1978) è una triatleta australiana.

## Carriera
Nicole ha un passato da nuotatrice e da persona addetta al salvataggio dei surfisti, prima di iniziare la sua carriera nel triathlon all'età di 15 anni.
Nicole va considerata una delle più grandi triatlete mai esistite al mondo. All'età di 22 anni ha vinto i campionati del mondo di triathlon a Perth 2000, dopo essersi aggiudicata per ben due volte quelli relativi alla categoria junior (Perth '97 e Losanna '98).
Nel 1999 e nel 2000 è arrivata seconda ai campionati del mondo di acquathlon, entrambe le volte dietro alla connazionale Rina Hill.
Ha partecipato alle prime olimpiadi di triathlon, Sydney 2000, classificandosi al 9º posto assoluto. È stata la peggiore tra le tre atlete australiane in gara, poiché la connazionale Michellie Jones è arrivata 2ª assoluta e Loretta Harrop 5° assoluta.
Ai Goodwill Games del 2001, che si sono tenuti a Brisbane, ha vinto la medaglia di bronzo dietro alla connazionale Loretta Harrop e all'americana Barb Lindquist.
Nel 2002 ha vinto la medaglia di bronzo ai Giochi del Commonwealth di Manchester.

## Titoli
- Campionessa del mondo di triathlon (Élite) - 2000
- Campionessa del mondo di triathlon (Junior) - 1997, 1998
- Campionessa australiana di triathlon (Élite) - 2000, 2001